# Torremontalbo
Torremontalbo is een gemeente in de Spaanse provincie en regio La Rioja met een oppervlakte van 8,07 km². Torremontalbo telt 12 inwoners (1 januari 2016).

## Demografische ontwikkeling
Bron: INE, 1857-2011: volkstellingen
Opm.: In 1860 werd de gemeente Somalo aangehecht; in 2010 werd Somalo afgestaan aan de gemeente Uruñuela